# Acacia kingiana
Acacia kingiana é uma espécie de leguminosa do gênero Acacia, pertencente à família Fabaceae.